# Tchatkalophantes hyperauritus
Tchatkalophantes hyperauritus là một loài nhện trong họ Linyphiidae. T. hyperauritus được miêu tả năm 1965 bởi Loksa.